# نائب رئيس الهند

نواب رئيس الهند (دولة الولادة)

نائب رئيس الهند هو ثاني أعلى منصب دستوري في الهند، بعد الرئيس. وتنص المادة 63 من الدستور الهندي على أن «يكون هناك نائب رئيس للهند». ويعمل نائب الرئيس كرئيس في غياب الرئيس بسبب الوفاة أو الاستقالة أو الإقالة أو غير ذلك من الحالات.
نائب رئيس الهند هو أيضا بحكم منصبه رئيس راجيا سابها. عندما يتم تقديم مشروع قانون في راجيا سابها، نائب الرئيس يقرر ما إذا كان هو مشروع قانون مالي أم لا. إذا كان من رأيه، مشروع قانون قدم في راجيا سابها هو فاتورة المال، وقال انه يحيل القضية إلى رئيس لوك سابها لاتخاذ قرار بشأنها.
وتنص المادة 66 من الدستور الهندي على طريقة انتخاب نائب الرئيس. وينتخب نائب الرئيس بصورة غير مباشرة من قبل أعضاء هيئة انتخابية تتألف من أعضاء مجلسي البرلمان وفقا لنظام التمثيل النسبي عن طريق التصويت الوحيد القابل للتصويت والتصويت بالاقتراع السري الذي تجريه لجنة الانتخابات.
والنائب الحالي للرئيس هو محمد حميد أنصاري، منذ 11 أغسطس 2007، وأعيد انتخابه في 7 أغسطس 2012.

## الانتخاب واليمين والمدة

### المؤهلات
وكما هو الحال بالنسبة للرئيس، يتعين على الشخص، لكي يكون مؤهلا لانتخابه نائبا للرئيس، أن يقوم بما يلي:-
- أنجزت أكثر من 35 سنة من العمر.
- لا تحتفظ بأي مكتب للربح.

ولكي يكون الرئيس رئيسا، يجب أن يكون مؤهلا للانتخاب كعضو في مجلس الشعب (لوك سبها)، يجب أن يكون نائب الرئيس مؤهلا للانتخاب كعضو في مجلس راجيا سابها (مجلس الولايات). ويرجع هذا الاختلاف إلى أن نائب الرئيس سيتولى منصب رئيس مجلس إدارة راجيا سابها بحكم منصبه.

### الانتخابات
وينتخب نائب الرئيس بصورة غير مباشرة، من قبل هيئة انتخابية تتألف من أعضاء (منتخبين ومرشحين) من مجلسي البرلمان. ويختلف انتخاب نائب الرئيس اختلافا طفيفا عن انتخاب الرئيس حيث أن أعضاء المجالس التشريعية للولاية ليسوا جزءا من الهيئة الانتخابية للانتخابات الرئاسية.
ويجب أن يختار 20 مرشحا على الأقل مرشحين للانتخاب لمنصب نائب الرئيس كمقترحين و 20 ناخبا كمنتدبين. ويتعين على كل مرشح تقديم مبلغ تأمين قدره 000 15 روبية هندية في مصرف الاحتياطي الهندي.
وتجري لجنة الانتخابات في الهند، وهي هيئة دستورية مستقلة، الانتخابات. ويجرى الانتخاب في موعد لا يتجاوز 60 يوما من انتهاء مدة ولاية نائب الرئيس المنتهية ولايته. ويعين موظف عائد للانتخاب، وهو عادة الأمين العام لأي من مجلسي البرلمان، بالتناوب. ويصدر الموظف العائدين إشعارا عاما بالانتخابات المزمع إجراؤها، ويدعو إلى ترشيح المرشحين. ويتعين على أي شخص مؤهل للانتخاب ومن المقرر الترشح للانتخاب أن يعينه ما لا يقل عن عشرين عضوا في البرلمان كمقترحين، وأن يكون هناك ما لا يقل عن عشرين عضوا آخر في البرلمان من المنفيين. ويتم فحص أوراق الترشيح من قبل الموظف العائدين، وتضاف أسماء جميع المرشحين المؤهلين إلى الاقتراع.
ويمثل الانتخاب التمثيل النسبي عن طريق تصويت واحد قابل للنقل بالاقتراع السري. يرصد الناخبون رتبة المرشحين، ويعينون 1 لتفضيلهم الأول، 2 إلى تفضيلهم الثاني، وهكذا. ويحسب عدد الأصوات المطلوبة من قبل مرشح لتأمين الانتخابات عن طريق قسمة مجموع عدد الأصوات من قبل اثنين، وإضافة واحد إلى حاصل عن طريق تجاهل أي باقي. وإذا لم يحصل أي مرشح على العدد المطلوب من أصوات التفضيل الأول، يلغى المرشح الذي له أقل عدد من أصوات الأفضلية الأولى وتحول أصواته إلى الأفضلية الثانية. وتكرر العملية إلى أن يحصل المرشح على العدد المطلوب من الأصوات. كما يمكن للأعضاء المرشحين المشاركة في الانتخابات.
وبعد إجراء الانتخابات وإحصاء الأصوات، يعلن المسؤول العائدين نتيجة الانتخاب للهيئة الانتخابية. وبعد ذلك، يقوم الوزير بإبلاغ الحكومة المركزية (وزارة القانون والعدل) واللجنة الانتخابية في الهند والحكومة المركزية ببيان اسم الشخص المنتخب نائبا للرئيس في الجريدة الرسمية.
ويجوز لنائب الرئيس أن يستقيل من منصبه بتقديم استقالته إلى الرئيس. وتصبح الاستقالة نافذة اعتبارا من اليوم الذي تقبل فيه.

### النزاعات الانتخابية
وتقدم جميع المنازعات الناشئة فيما يتعلق بانتخاب نائب الرئيس إلى المحكمة العليا في الهند، التي تستفسر عن هذه المسألة. ويستمع الالتماس إلى هيئة من خمسة أعضاء في المحكمة العليا، تقرر هذه المسألة. قرار المحكمة العليا نهائي.
تقوم المحكمة العليا بالتحقيق والبت فيما يتعلق بالشكوك والمنازعات الناشئة عن أو فيما يتعلق بانتخاب نائب للرئيس وفقا للمادة 71 (1) من الدستور. ويمكن للمحكمة العليا أن تزيل نائب الرئيس عن الممارسات الخاطئة الانتخابية أو عندما لا تكون مؤهلة للعضو راجيا سابها بموجب قانون تمثيل الشعب، 1951. ورهنا بالمادة 71 (3)، وضع البرلمان القواعد / الإجراءات المعمول بها لتقديم التماس إلى المحكمة العليا لتسوية المنازعات التي تنشأ فقط أثناء عملية انتخاب نائب الرئيس، ولكن ليس الشكوك التي تنشأ عن إجراءاته أو أفعاله غير الدستورية أو تغيير الهند خلال فترة ولاية نائب الرئيس التي قد تنتهك مؤهلات الانتخاب المطلوبة. وتقرر المحكمة العليا أيضا على وجه السرعة أي شك في أن نائب الرئيس المنتخب قد يكون غير مؤهل لأن يكون راجيا سابها عضوا في الأفعال غير الدستورية التي ارتكبت قبل أن يصبح نائبا للرئيس.

### القسم من التأكيد
وتنص المادة 69 من الدستور الهندي على القسم المعنون «تأكيد مكتب نائب الرئيس» على النحو التالي:-

«أنا، ________ أقسم باسم الله / أؤكد رسميا أنني سوف تحمل الإيمان الحقيقي والولاء للتأكيد رسميا على دستور الهند كما ينص القانون وأنني سوف الوفاء بأمانة الواجب الذي أنا على وشك الدخول.»

ويتولى الرئيس إدارة منصبه وسريته لنائب الرئيس.

## المدة
ويشغل نائب الرئيس منصبه لمدة خمس سنوات. ويمكن إعادة انتخاب نائب الرئيس أي عدد من المرات. ومع ذلك، يمكن إنهاء المكتب في وقت سابق عن طريق الوفاة أو الاستقالة أو الإبعاد. ولا يوفر الدستور آلية خلافة لمكتب نائب الرئيس في حالة وجود منصب شاغر غير عادي، باستثناء إعادة انتخابه. ومع ذلك، يمكن لنائب رئيس راجيا سابها أداء مهام نائب الرئيس كرئيس للراجيا سابها في مثل هذا الحدث.

## إزالة
وينص الدستور على أنه يمكن إلغاء نائب الرئيس بقرار من راجيا سابها مرت بأغلبية فعالة ووافق عليه بأغلبية بسيطة (50 في المائة من الأعضاء الحاضرين والمصوتين) في لوك سابها (المادة 67 (ب)). ولكن لا يجوز نقل مثل هذا القرار ما لم يتم تقديم إشعار مسبق قبل 14 يوما على الأقل. ومن الجدير بالذكر أن الدستور لا يورد أسبابا للإبعاد. ولم يواجه أي من نواب الرئيس أو نائب الرئيس بحكم المنصب أي إجراءات للإزالة.

## الراتب والمعاش التقاعدي
ولا يوجد حكم يتعلق بمرتب نائب رئيس الهند بهذه الصفة. ويحصل على راتب بصفته رئيسا لمجلس راجيا سابها (مجلس الدول) بحكم منصبه، وهو حاليا روبية. 1,25,000 شهريا. وبالإضافة إلى ذلك، يحق له الحصول على بدل يومي، إقامة مجانية، ومرافق طبية، وسفر وغيرها من المرافق. وينص الدستور على أنه عندما يتولى نائب الرئيس بحكم المنصب مهام الرئيس أو يضطلع بواجباته، فإنه يحق له الحصول على راتب الرئيس وامتيازاته. وتبلغ نسبة المعاش التقاعدي لنائب الرئيس 50 في المائة من المرتب.

## وصلات خارجية
- الموقع الرسمي